# Intercollegiate Tennis Association
Die Intercollegiate Tennis Association (ITA) ist der Verband des College Tennis in den Vereinigten Staaten.

## Geschichte
Die ITA wurde im Jahr 1956 von J. D. Morgan gegründet. Ihr gehörten zunächst weniger als 20 Trainer an. Bis 1992 war sie als Intercollegiate Tennis Coaches Association bekannt. Der Sitz der ITA befand sich 16 Jahre lang auf dem Campus der Princeton University. Im Jahr 2000 wurde er nach Skillman, New Jersey verlegt.
Anfangs organisierten sich in der ITA die Trainer der Mannschaften der NCAA Division I. Ende der 1970er-Jahre öffnete sich der Verband auch den Trainern kleinerer Schulen und Damenmannschaften.

## Struktur
Die Entscheidungen der ITA fällt der Verwaltungsrat (Board of Directors). Diesem gehören neben dem Geschäftsführer (Executive Director) des Verbandes etwa 20 Tennistrainer an. Einige Mitglieder gehören weiterhin einem Komitee (ITA Executive Committee) an. Dieses fungiert als Beratungsgremium, welches sich jährlich im Dezember mit dem Verwaltungsrat austauscht.

## Aufgaben
Seit 1985 ist die ITA Veranstalterin einer jährlichen Convention für Trainer im Bereich des College Tennis. Auf dieser besteht die Möglichkeit, „die wichtigen Probleme im College Tennis“ zu erörtern. Das ITA Rules Committee debattiert über mögliche Regeländerungen. Das aktualisierte Regelbuch wird jährlich im Januar veröffentlicht. Außerdem entwickelt die ITA neue Turnierformate.
Die ITA wählt jährlich das All-America Team und ist Betreiber von zwei Ruhmeshallen: zum einen die 1995 eröffnete ITA Women’s Collegiate Tennis Hall of Fame in Williamsburg, Virginia; zum anderen die 1983 eröffnete ITA Men’s Collegiate Tennis Hall of Fame in Athens, Georgia.

## Turniere
Die ITA ist für die Organisation zahlreicher Turniere verantwortlich. Im September und Oktober eines Jahres werden die ITA Regional Championships veranstaltet. Hierzu gehören 24 Turniere, die für Hochschulen der ersten Klasse vorgesehen sind. Die Sieger und Finalisten dieser Wettbewerbe qualifizieren sich für die USTA/ITA National Indoor Intercollegiate Championships, die stets im November im USTA Billie Jean King National Tennis Center ausgetragen werden. 64 der regionalen Turniere sind für die kleineren Schulen bestimmt. Hier qualifizieren sich jeweils die Sieger für die USTA/ITA National Small College Championships im Oktober. Weiterhin organisiert die ITA ein Turnier im Bereich des Rollstuhltennis und die ITA All-American Championships.

## ITA Rankings
Die ITA ist Herausgeberin der offiziellen Ranglisten des College Tennis, den ITA College Tennis Rankings. Diese existieren im Bereich des Damen- und Herrentennis.
In welcher der Listen eine Universität aufgeführt ist, hängt von deren Mitgliedschaft ab. Die Mehrzahl der Hochschulen gehört der NCAA an. Weniger Mitglieder hat der Konkurrenzverband NAIA. Für beide Verbände werden separate Ranglisten veröffentlicht. Die Universitäten, die der NCAA angehören, sind zudem Teil einer von drei Klassen (Division I, II und III), für die es wiederum gesonderte Rankings gibt. Zudem gibt es eine Rangliste für Junior/Community Colleges.
Neben diesen Team Rankings gibt es für Einzelsportler die Singles Rankings und für Doppel die Doubles Rankings. Die Einordnung erfolgt nach dem gleichen Muster.